# Marilia eleutheria
Marilia eleutheria är en nattsländeart som beskrevs av Oliver S. Flint Jr. 1983. Marilia eleutheria ingår i släktet Marilia och familjen böjrörsnattsländor. Inga underarter finns listade i Catalogue of Life.